# کوه کاترین
کوه کاترین (عربی: جبل كاثرين) مرتفع‌ترین کوه در مصر است و نزدیکی شهر سنت کاترین در استان سینای جنوبی قرار دارد. این نام برگرفته از سنت مسیحیت است که فرشته‌ها بدن کاترین اسکندریه را به این کوهستان منتقل کرده‌اند.